# Vlietzone (Den Haag)
Vlietzone, soms ook Vlietzoom genoemd, is een gebied in de regio Den Haag.

## Indeling
Het gebied ligt sinds 1 januari 2002 in de gemeenten Den Haag en Leidschendam-Voorburg, daarvoor in Rijswijk en Leidschendam. 
Het Haagse deel ligt in stadsdeel Leidschenveen-Ypenburg. Het gebied omvat de delen van de wijken Forepark en Hoornwijk die het dichtst langs kanaal de Vliet liggen, maar het is anno 2024 geen officieel vastgelegd gebied in de Basisregistratie Adressen en Gebouwen. Het omvat de CBS-buurten Vlietzoom-West en Vlietzoom-Oost en had in 2023 290 inwoners. Aan de noordkant ligt Park Leeuwenbergh.

## Infrastructuur
Van 14 september 2016 tot 5 februari 2021 werd hier de zuidelijke ingang van de 'Victory Boogie Woogietunnel' aangelegd, waarmee de Rotterdamsebaan voltooid werd.

## Galerij

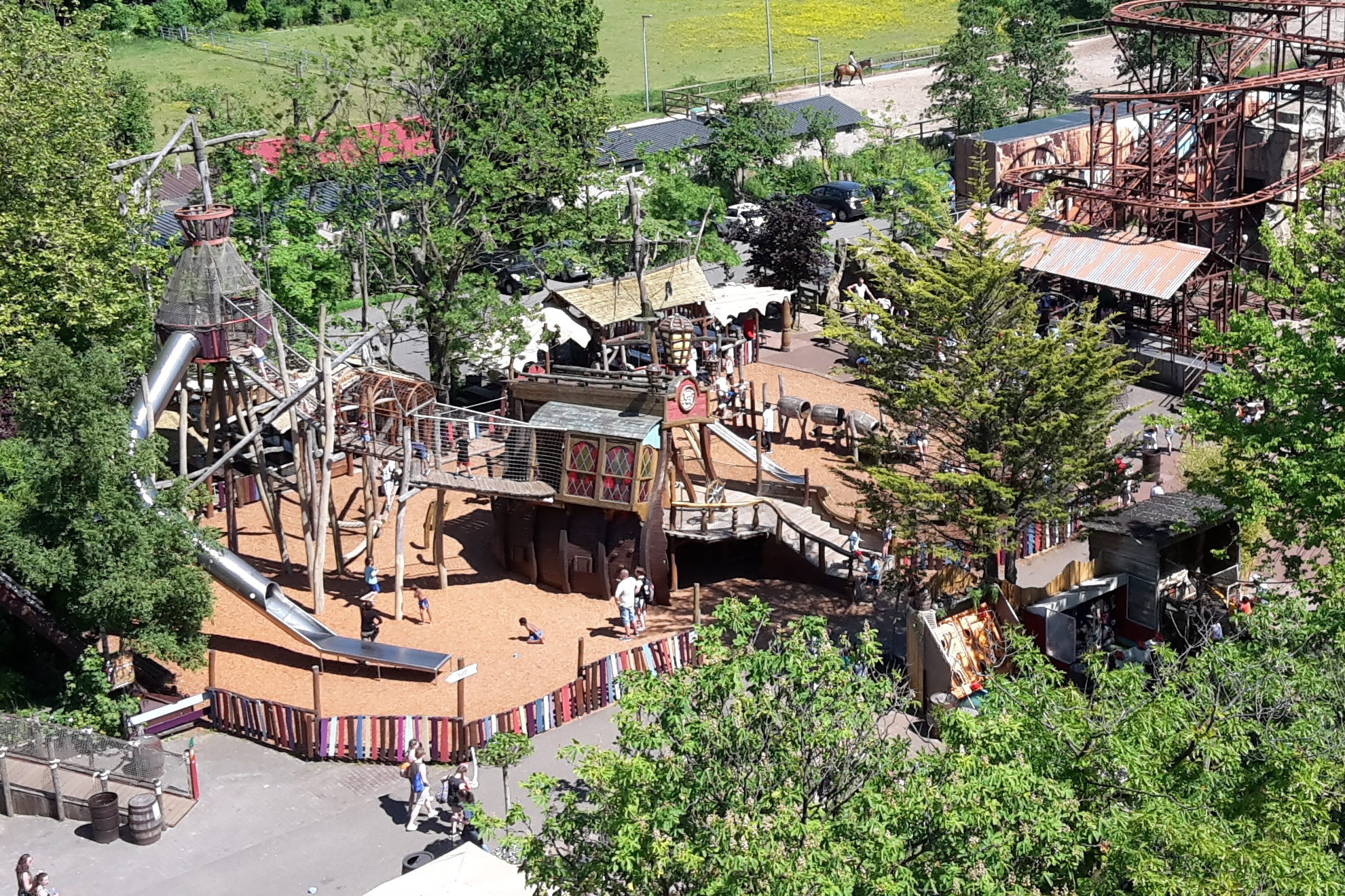
Een deel van familiepark Drievliet.
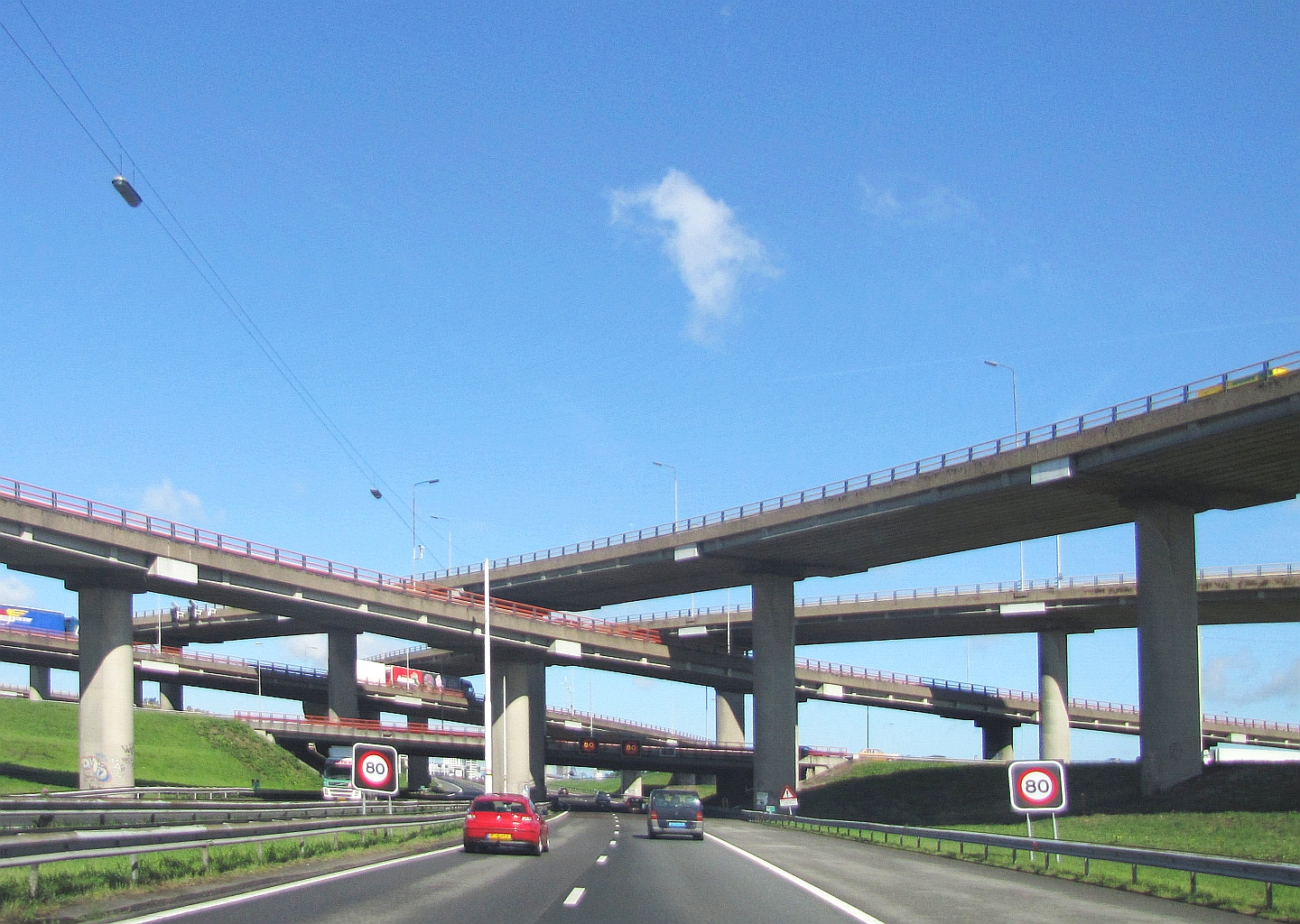
Knooppunt van de A4 en de A12: het Prins Clausplein.
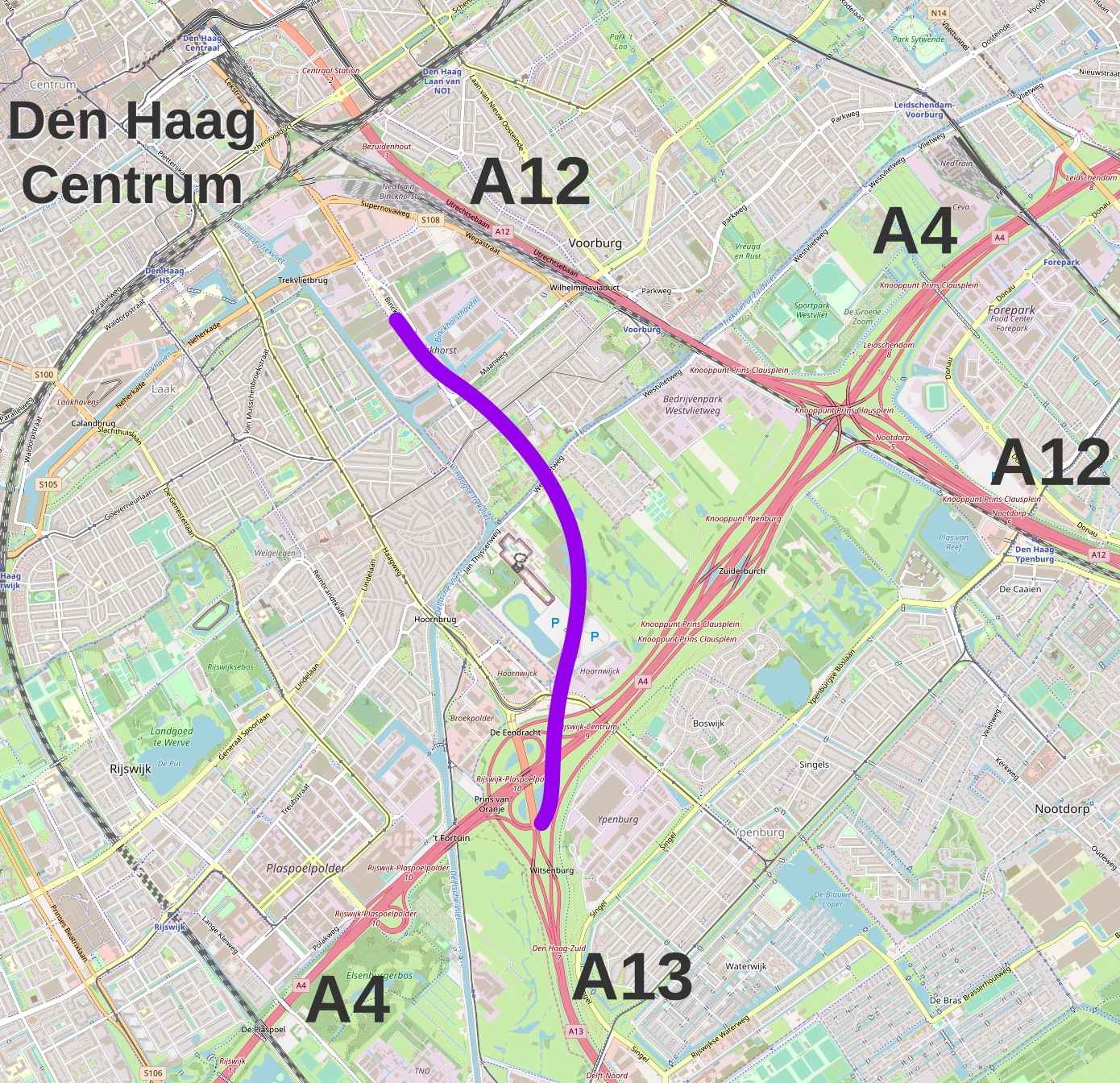
Tracé van de Rotterdamsebaan

Archipelbuurt ·
Belgisch Park ·
Benoordenhout ·
Bezuidenhout ·
Binckhorst ·
Bohemen en Meer en Bos ·
Bomen- en Bloemenbuurt ·
Bouwlust en Vrederust ·
Centrum ·
Duindorp ·
Duinoord ·
Forepark ·
Geuzen- en Statenkwartier ·
Groente- en Fruitmarkt ·
Haagse Bos ·
Hoornwijk ·
Kijkduin en Ockenburgh ·
Kraayenstein ·
Laakkwartier en Spoorwijk ·
Leidschenveen ·
Leyenburg ·
Loosduinen ·
Mariahoeve en Marlot ·
Moerwijk ·
Morgenstond ·
Oostduinen ·
Regentessekwartier ·
Rustenburg en Oostbroek ·
Scheveningen ·
Schilderswijk ·
Stationsbuurt ·
Transvaalkwartier ·
Valkenboskwartier ·
Van Stolkpark en Scheveningse Bosjes ·
Vogelwijk ·
Vruchtenbuurt ·
Waldeck ·
Wateringse Veld ·
Westbroekpark en Duttendel ·
Willemspark ·
Ypenburg ·
Zeeheldenkwartier ·
Zorgvliet ·
Zuiderpark